# Маковский, Томаш
Томаш Маковский (пол. Tomasz Makowski; 1562 или 1575 г. — ок. 1630 г.) — печатник, художник и гравёр, создатель карты Великого княжества Литовского (1613). Работал в Несвиже на территории современной Беларуси.

## Жизнь и труды
В начале XVII века Т. Маковский руководил типографией в Несвиже, работал при дворе князей Радзивиллов землемером, придворным артистом, рисовал и гравировал по заказам Николая Христофора Радзивилла Сиротки. В 1600-1611 гг. создал в Несвиже художественные мастерские по оформлению книг и составлению и гравировке карт. Книги с его гравюрами изданий белорусских и польских типографий можно было встретить в библиотеках  и музеях Москвы, Минска, Вильно, Львова и других городов.
Способности Томаша Маковского оказались весьма кстати для Николая Радзивилла, описавшего своё путешествие в Святую Землю в отдельной книге. В книге помещён портрет путешественника, выгравированный Маковским. Титульный лист отбит с гравюры на меди, на нём — рамка с иерусалимским крестом.
Книга Кшиштофа Дорогостайского «Гиппика, или Книга о лошадях» (Краков, 1603) была иллюстрирована гравюрами Томаша Маковского. Это было первое в Речи Посполитой пособие по коневодству и конной езде (неоднократно переиздавалась).
В 1611 году в несвижской мастерской Маковский выгравировал план Москвы, на котором обозначены московские храмы, колокольни, башни и другие достопримечательности. Автор панорамных гравюр Вильно, Ковно, Клецка, Троков, Несвижа, Полоцкого, Ульского и Речицкого замков, Гродно, Бреста, «чертежа» Витебска, серии гравюр «Осада Смоленска». 
В 1613 году он издаёт карту Великого княжества Литовского, которую печатает в Амстердаме, в мастерской Г. Герритса. Подписывал свои произведения Маковский по-разному, например, «Маков вырезал в Несвиже» или «Томаш Маковский из Несвижа».

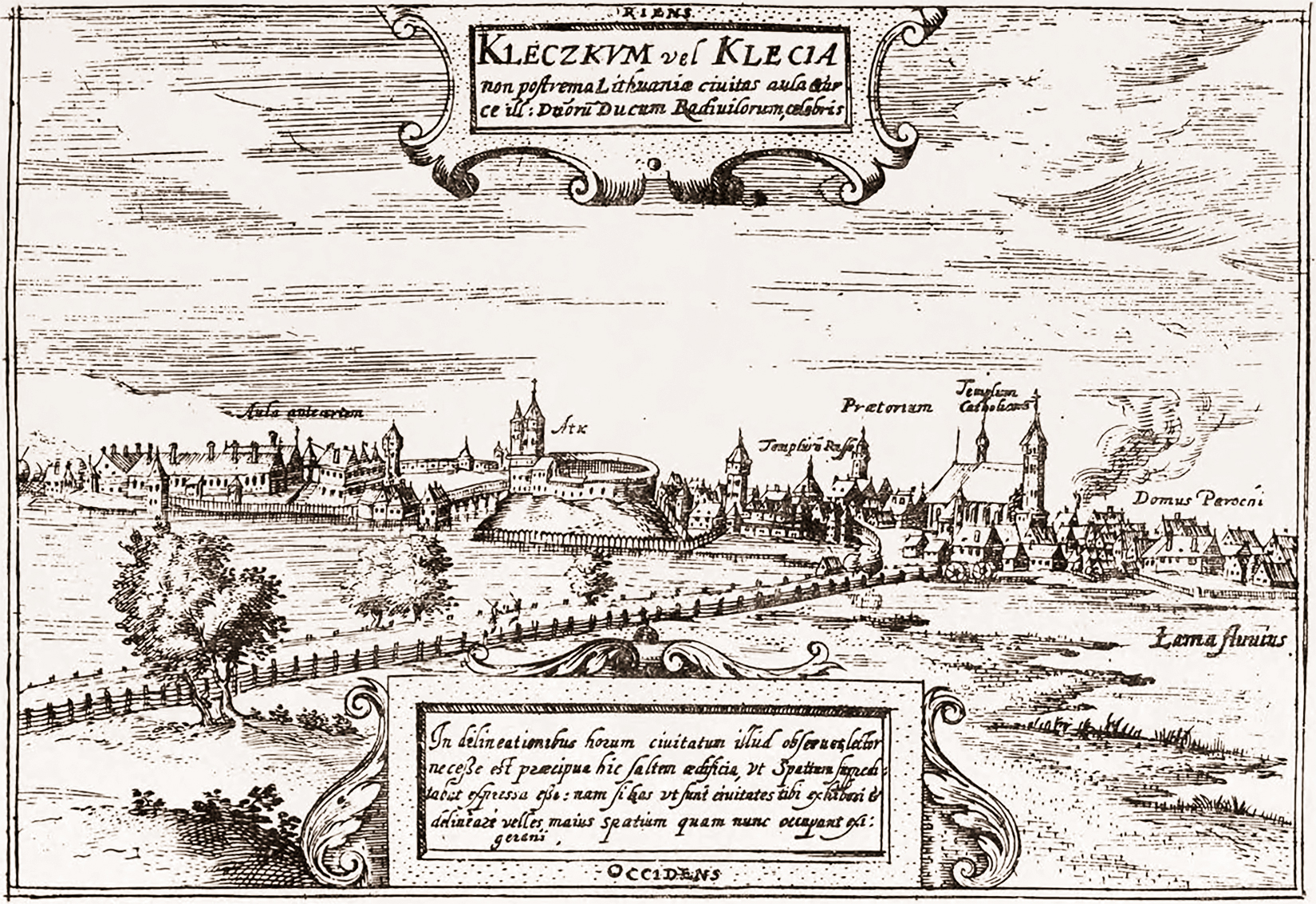
Клецк в XVII веке
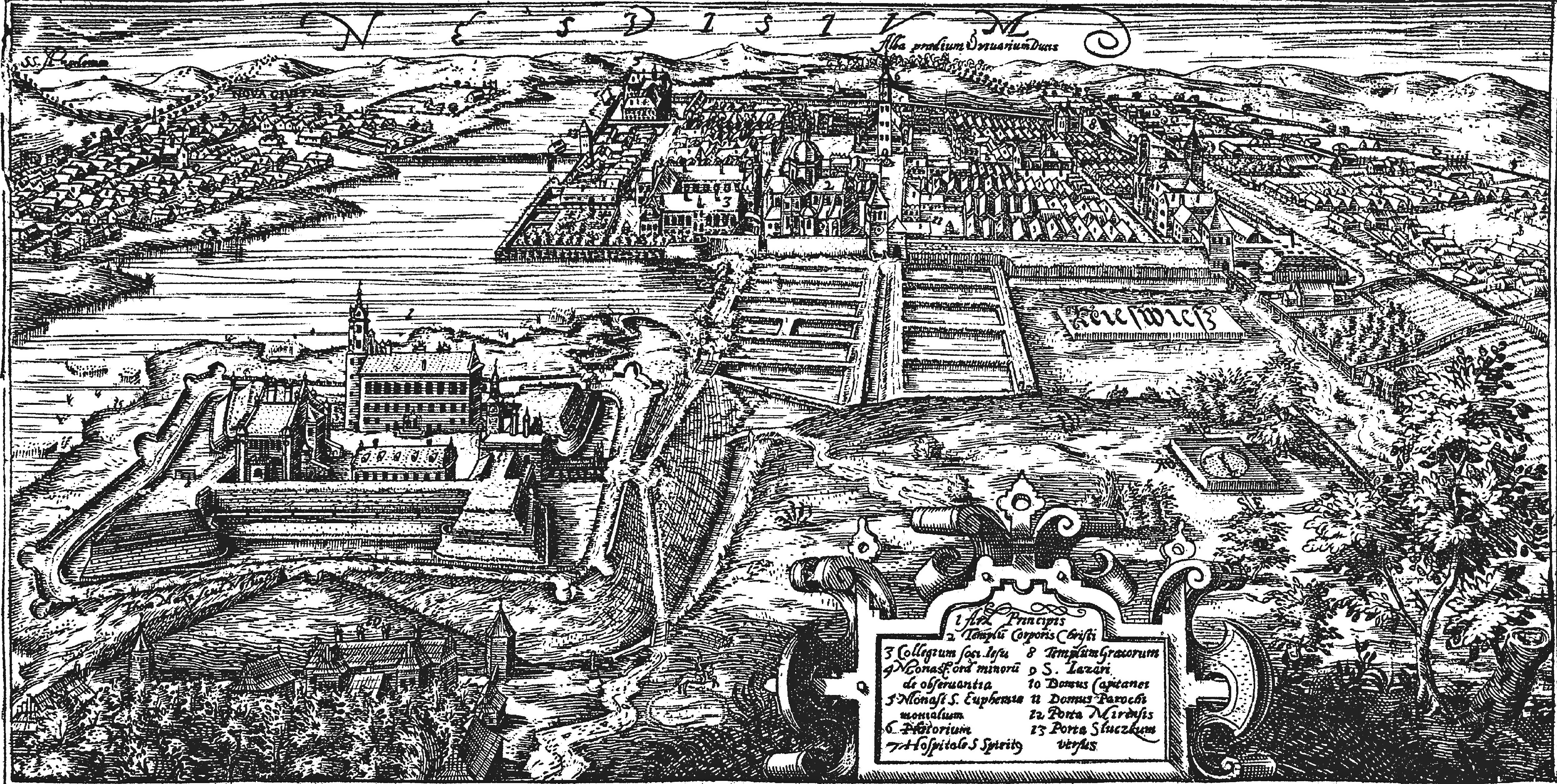
Несвиж в XVII веке
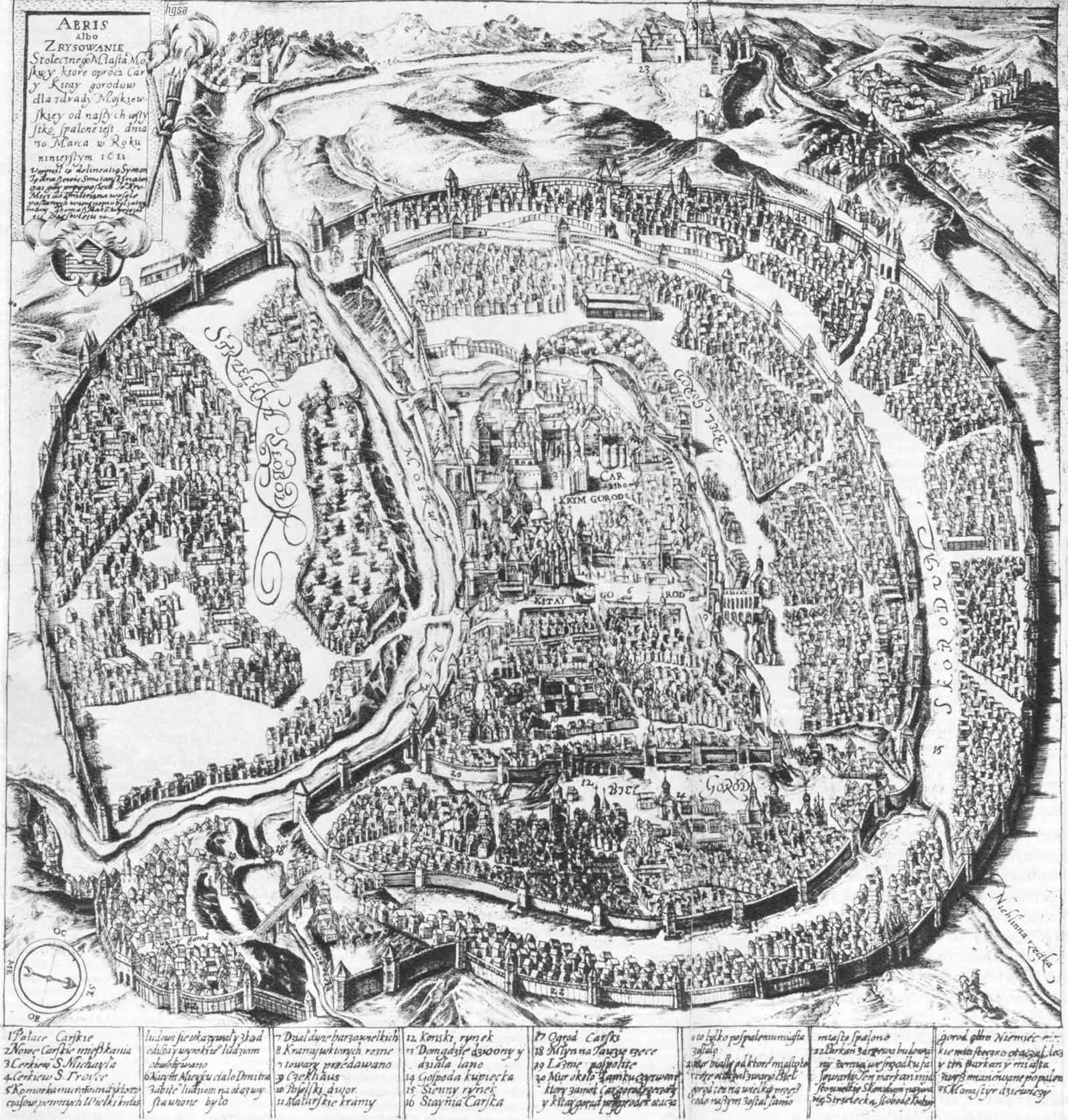
Несвижский план Москвы.
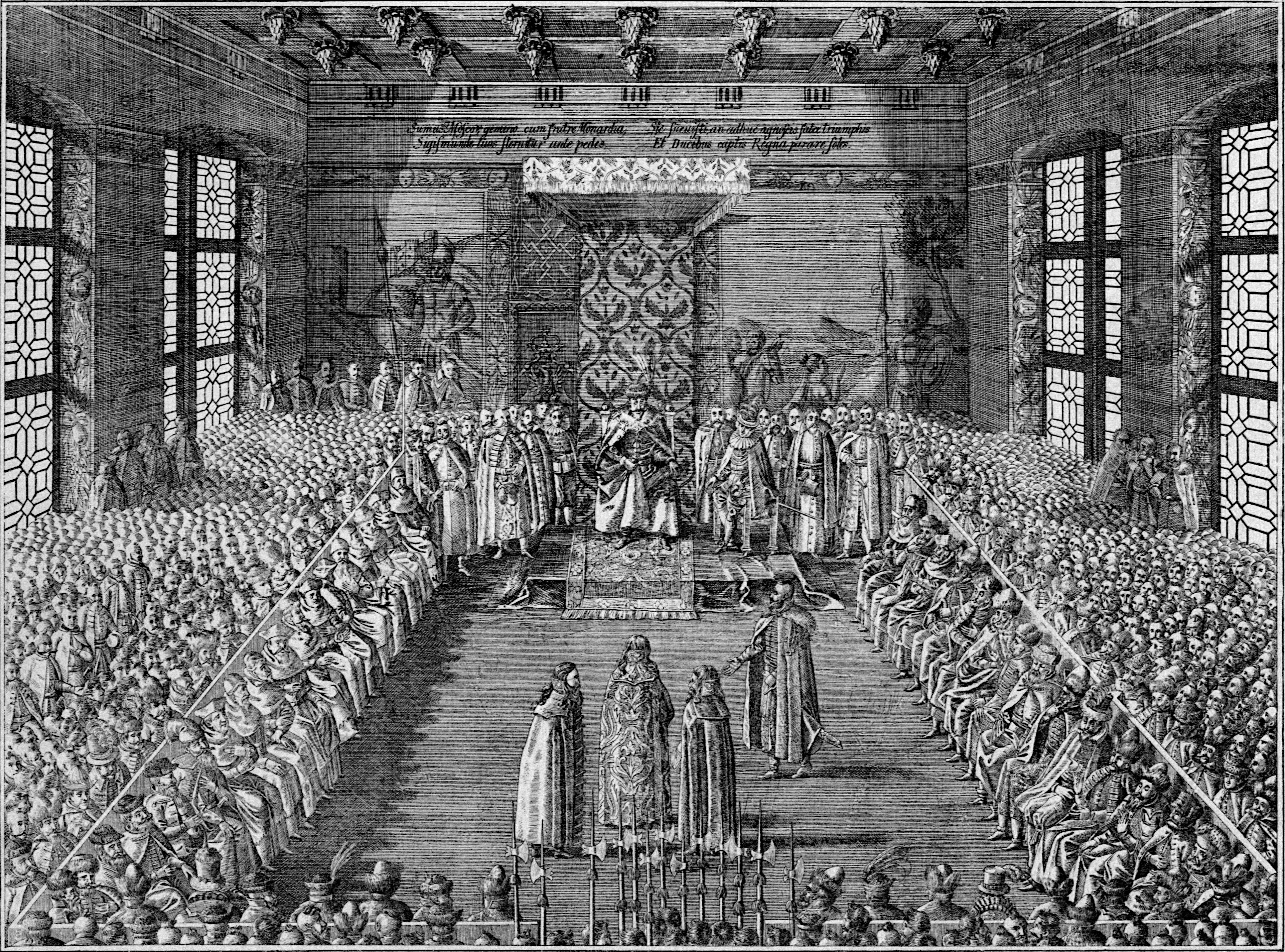
Станислав Жолкевский показывает на варшавском сейме 1611 г. царя Василия Шуйского (гравюра с картины Т. Долабелла)

## Радзивилловская карта великого княжества Литовского

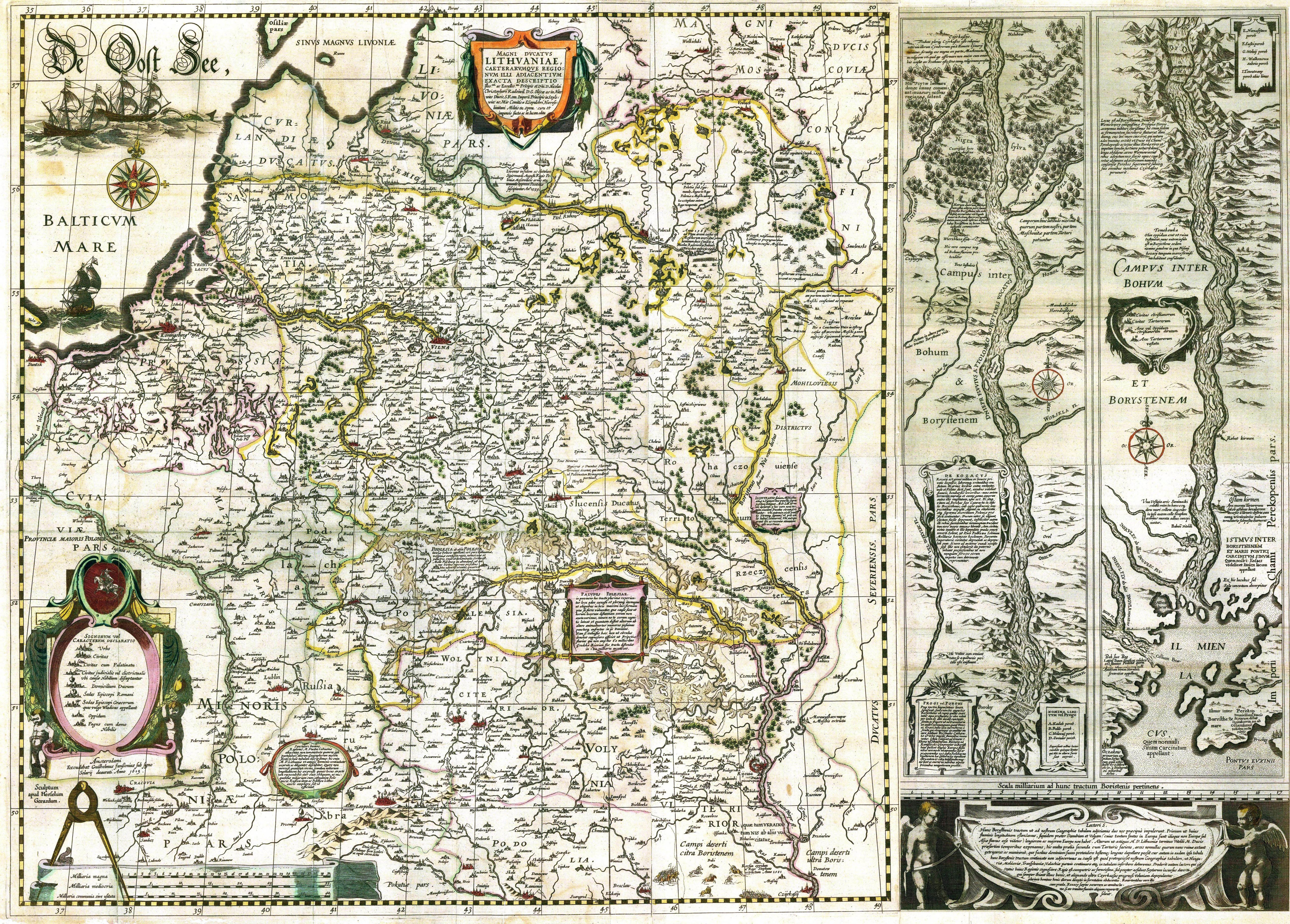
Карта Великого княжества Литовского Радзивилла Сиротки

Карта Великого Княжества Литовского изображает земли современных Литвы, Беларуси и Украины. Составленная Маковским в 1613 году для князя Николая Радзивилла, карта ВКЛ художественно оформлена, декорирована рамкой, рисунками кораблей, достоверно отмечена гидрография, обозначено 1039 населённых пунктов, в том числе 544 в ВКЛ, из них 342 — на территории Беларуси, схематично изображены замки и храмы. Кроме того в нескольких местах размещён украшенный виньетками латинский текст, содержащий сведения о природных богатствах края, реках, торговом судоходстве, крупных городах и различных учреждениях (академиях, коллегиумах, магистратах), богатых магнатских резиденциях, дворцах и усадьбах. Имеются на карте и описания обычаев и обрядов, данные о принятии в великом княжестве Литовском христианства, заключении Брестской церковной унии 1596 года и позже — унии Польской. Полная версия карты состоит из двух частей: непосредственно карты ВКЛ и карты нижнего течения реки Днепр с порогами. Карта переиздавалась в Амстердаме в 1631, 1653 и 1662 годах на латинском языке, а в 1668 году — на французском. Сегодня подлинник Радзивилловской карты находится в Национальном историческом музее Республики Беларусь, а в отделе рукописей, старопечатных и редких изданий Национальной библиотеки Беларуси имеется её факсимильное воспроизведение. Оригинал текста к карте хранится в  университетской библиотеке города Уппсала в Швеции.
На карте отмечены Жемайтия, Полесье, а также особые городские округи — Слуцк (ducatus Slucensis), Могилёв (Mohiloviesis districtus), Рогачёвское староство (Rohaczouiense territorium), Речица (Rzeczycensis terra). В южной части карты отмечены Подолье, Ближняя Волынь (Wolynia citerior) и Дальняя Волынь (Volynia vlteririor). Применительно к региону Нижнего Поднепровья дано пояснение, отмечающее что эта территория также называется украиной или Низом (quae tum vkraina tum Nis ab altis vocitatur). По обеим сторонам от Днепра простирались пустынные равнины (campi deserti citra Boristenem). Примечательно, что это первое появление хоронима «украина» на географической карте.
Сведения об этой карте были введены в научный оборот в публикации 1910 года Вениамина Кордта на основании репродукции из атласа Виллема Блау 1631 года. Первая сохранившаяся оригинальная настенная карта, обнаруженая в 1913 году в библиотеке Уппсальского университета, была гравирована Гесселем Герритсом и отпечатана в Амстердаме. Другой экземпляр карты был найден в 1984 году в библиотеке Анны Амалии. Репродукции этой карты публиковались в многочисленных атласах Виллема и Яна Блау.

## Память

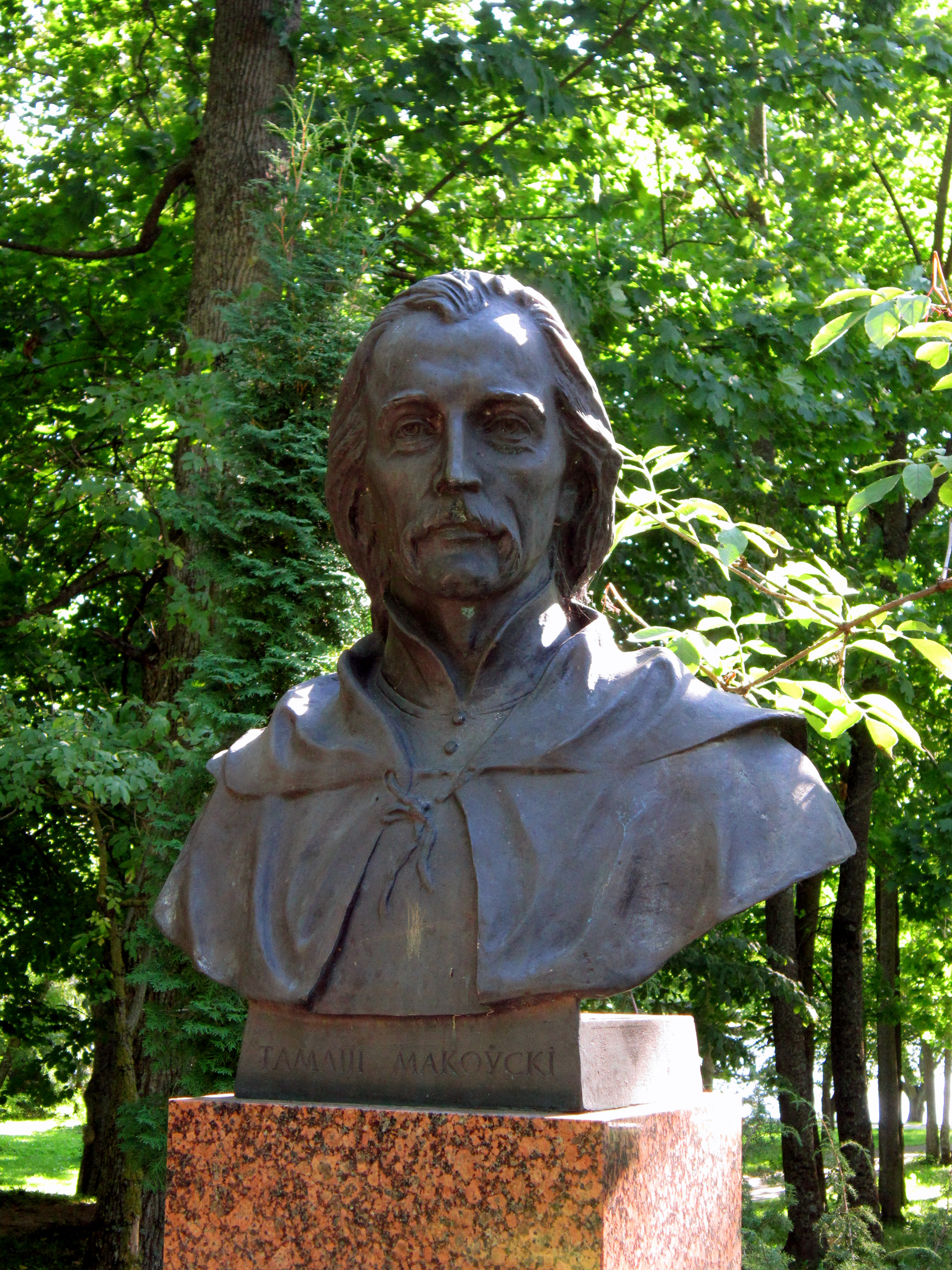
Бюст Т. Маковскому в Несвиже

- Бюст Т. Маковского в Несвиже (Старый парк Несвижского замка), 1990